# Viðoy
 (novembre 2024).
Si vous disposez d'ouvrages ou d'articles de référence ou si vous connaissez des sites web de qualité traitant du thème abordé ici, merci de compléter l'article en donnant les références utiles à sa vérifiabilité et en les liant à la section « Notes et références ».
Viðoy  (en danois : Viderø) est la plus septentrionale des îles de l'archipel des Féroe située à l'est de Borðoy dont elle n'est séparée au plus près que de quelques dizaines de mètres. Ces deux îles sont reliées depuis 1975 par une route édifiée sur une levée de terre.
Sa superficie est de 41 km2.
Il y a deux communes avec leurs villages côtiers sur l'île :
- Hvannasund avec 347 habitants au sud-ouest ;
- Viðareiði avec 270 habitants au nord-ouest.

Villingadalsfjall avec ses 844 m est le sommet le plus élevé de l'île, qui possède aussi la plus haute falaise d'Europe, le cap Enniberg (750 m).

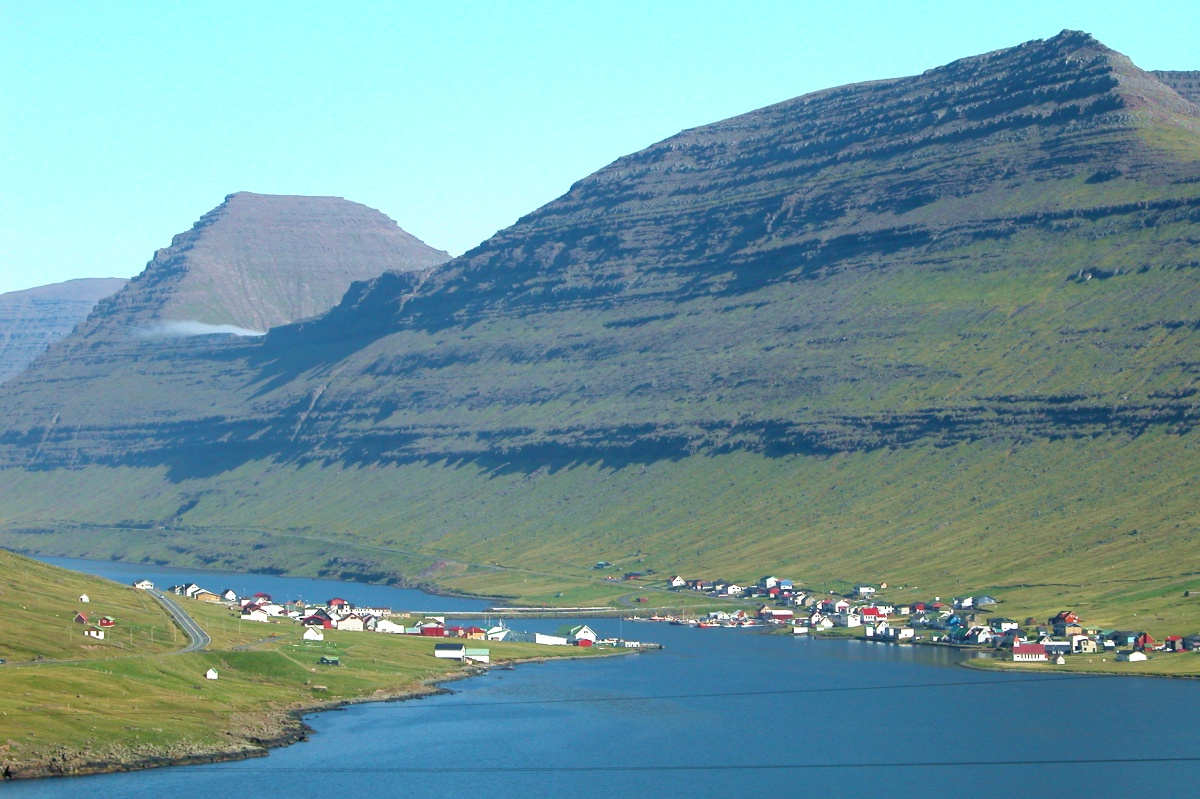
Le village de Hvannasund (à droite) et la route reliant Viðoy et Borðoy.